# Anneau de décomposition universel
En mathématiques et plus précisément en algèbre dans la théorie des anneaux commutatifs, un anneau de décomposition universel, ou bien une A-algèbre de décomposition universelle, d'un polynôme P non nul à coefficients dans un anneau A, est un anneau contenant A sur lequel P est scindé, et qui satisfait, relativement à cette décomposition, une propriété universelle au sens de la théorie des catégories.
Quel que soit l'anneau commutatif A et le polynôme unitaire P, on peut toujours construire un anneau de décomposition universel de P sur A, et ce dernier est unique à une identification près.
Si A est un corps, l'anneau de décomposition universel de P n'est pas, en général, isomorphe au corps de décomposition de P.

## Définitions et remarques
Dans cet article, A désigne un anneau commutatif, et P un polynôme unitaire sur A de degré n ≥ 0.
- Supposons que B est un anneau commutatif contenant A comme sous-anneau. S'il existe x1, ... xn dans B tels que

{\displaystyle P(X)=(X-x_{1})\cdots (X-x_{n}),}
on dit que P est scindé dans B, et par abus dans cet article, que (x1, ..., xn) est un scindage de P dans B. Si P est constant, il est, par convention, scindé dans A de scindage vide.
- Si A' est un autre anneau commutatif et ρ est un homomorphisme de A dans A', on note Pρ le polynôme à coefficients dans A' obtenu en appliquant ρ aux coefficients de P.

- On dénote par 𝒞 la catégorie des objets (B, P, (x1, ..., xn)) où:

- B est un anneau commutatif,
- P est un polynôme à coefficients dans B,
- (x1, ... xn) est un scindage de P dans B,
- les morphismes entre deux objets (B1, P1, ( xi )) et (B2,  P2, ( yi )) sont les homomorphismes d'anneaux φ: B1 → B2 tels que P2 = P1φ et yi = φ(xi) pour tout i,
- O est le foncteur «oubli» qui associe B à (B, P, ( xi ))  et maintient les morphismes de  𝒞 .
Définition :
Un anneau de décomposition universel D de P sur A est un anneau contenant A (à une identification près) et des éléments x1, ..., xn tels que 
- P = (X - x1)...(X - xn),
- pour tout homomorphisme ρ de A dans un anneau commutatif B, si Pρ admet un scindage (y1, ... yn) dans B, alors il existe un unique homomorphisme étendant ρ à D et tel que ρ(xi) = yi. En d'autre terme, il existe un unique 𝒞-morphisme φ de (D, P, ( xi )) dans (B, Pρ, ( yi )) dont l'image par O étend ρ à D .

Si ces propriétés sont remplies, on dit que (X - x1) ... (X - xn) est une décomposition universelle de P sur A (et par abus dans cet article, que (x1, ..., xn) est un scindage universel de P sur A).
L'anneau de décomposition universel de P sur A est souvent noté AP.
Cette définition est bien universelle dans le sens de la théorie des catégories ; en effet, 
en notant Ob1 = (D, P, ( xi )) et Ob2 = (B, Pρ, ( yi )),
on a l'injection canonique i de A dans D = O(Ob1) et l'homomorphisme ρ de A dans B = O(Ob2). L'existence d'un unique morphisme φ entre Ob1 et Ob2 tel que O(φ) étende ρ correspond aux conditions requises pour une propriété universelle:  

Propriété: Si D est un anneau de décomposition universel pour le scindage (x1, ..., xn) de P, alors c'est un anneau de décomposition universel pour le scindage (xσ1, ..., xσn) de P, quelle que soit la permutation σ des indices 1,2, ..., n. En effet, si B est un anneau dans lequel Pρ admet le scindage (y1, ..., yn), alors (yσ -11, ..., yσ -1n) est encore un scindage de Pρ dans B, donc il existe un unique morphisme de (D, P, ( xi )) dans (B, Pρ, ( yσ -1i )). Ce dernier est l'unique morphisme de (D, P, ( xσi )) dans (B, Pρ, ( yi )).

## Théorèmes de structure
Avec les notations précédentes, écrivons 
et notons sn,k le k-ième polynôme symétrique élémentaire en les variables X1, ..., Xn.

1. Il existe un anneau de décomposition universel D de P sur A, unique à une identification près ;
2. si (x1, ..., xn) est une décomposition universelle de P dans D, l'anneau D est un A-module libre de rang n!, dont une base est formée des monômes x1m1...xnmn tels que 0 ≤ mi ≤ i - 1 pour tout i ;
3. à un isomorphisme près, D est l'anneau A[X1, ... Xn] / ℐ, où ℐ est l'idéal engendré par les éléments rk = sn,k(X1, ... Xn) - an-k dans A[X1, ... Xn], avec 1 ≤ k ≤ n. Les xi s'identifient alors aux Xi + ℐ;
4. les racines x1, ... xn  sont distinctes, sauf si la caractéristique de A est 2 et P = X2 + a2, auquel cas P a une unique racine double.

On peut donner une démonstration de ce théorème en utilisant directement des théorèmes de structure des algèbres de polynômes symétriques (Bourbaki). Dans la boite déroulante ci-après, on construit D récursivement en montrant les assertion (1) et (2) du théorème, puis on en déduit la forme précise (3) de D.

### Remarques
- Il suit immédiatement du no 3 que les xi engendrent D sur A.
- Dans T = A[X1, ... Xn], définissons P1, ... , Pn par :

Pn = P[Xn], et pour tout k ≤ n - 1, Pk = Q[Xk], où Q est le quotient de la division euclidienne de P par (X - Xk+1)...(X - Xn) (donc Pk ∈ A[Xk, ..., Xn]). Alors la construction dans la preuve du théorème ci-dessus montre (avec un peu d'attention) que l'anneau de décomposition universel de P sur A est T / 𝒥, où 𝒥 est l'idéal engendré par les Pk dans T. Cette construction peut s'avérer plus maniable que la construction par les polynômes symétriques.
- Il suit du numéro 4 qu'à l'exception du cas où A est de caractéristique 2 et P = X2 + a2, si le discriminant de P est nul, D ne peut être intègre. cela résulte du fait que le discriminant de P est égal au produit des carrés des différences des paires de racines d'indices distincts. Néanmoins, cette condition est loin d'être suffisante : l'anneau de décomposition universel d'un polynôme P n'est pas intègre en général, même lorsque A est un corps. Cela sera cependant le cas si A est un corps et les polynômes Pk(X, xk+1,...,xn) définis dans la remarque plus haut sont irréductibles sur A[xk+1, ... , xn]. Dans ce cas d'ailleurs, D s'identifie au corps de décomposition de P sur A.

### Exemples
Exemple 1 : Supposons que A = ℚ , et P(X) = (X - 1)(X - 2).
Posons P2 = P et P1 = (X - 1).
D'après une remarque précédente, l'anneau de décomposition universel est 
{\displaystyle D={\mathbb {Q} }[X_{1},X_{2}]/(P_{1}(X_{1}),P_{2}(X_{2}))={\mathbb {Q} }[X_{2}]/(P_{2}(X_{2})).}
Par le théorème des restes chinois, cet anneau est isomorphe à 
{\displaystyle {\mathbb {Q} }[X_{2}]/(X_{2}-1)\times {\mathbb {Q} }[X_{2}]/(X_{2}-2)\cong {\mathbb {Q} }\times {\mathbb {Q} }.}
Quelles sont les racines de P dans {\displaystyle {\mathbb {Q} }\times {\mathbb {Q} }} ?
Notons x2 la class de X2 dans {\displaystyle {\mathbb {Q} }[X_{2}]/(P_{2}(X_{2}))}.
Comme {\displaystyle P=X^{2}-3X+2} et que x2 est racine de P, l'autre racine est 3-x2.
Dans l'isomorphisme du théorème des restes chinois ci-dessus, x2 passe sur 
(X2 mod (X2-1), X2 mod (X2-2)),
c'est-à-dire sur (1, 2), tandis que 3 - x2 passe sur 3 - (1,2) = (3-1, 3-2) = (2,1).
Ainsi, les deux racines de P dans ℚ × ℚ sont (1, 2) et (2, 1). Ce ne sont pas les seules racines: (1, 1) et (2, 2) sont aussi racines de P dans ℚ × ℚ , ce qu'on vérifie immédiatement
puisque 
{\displaystyle P((1,1))=(P(1),P(1))=0=(P(2),P(2))=P((2,2)).}
On a bien un unique homomorphisme de ℚ × ℚ dans lui même envoyant (1, 2) sur (1, 1) et (2, 1) sur (2, 2) : c'est l'homomorphisme (x, y) ↦ (x, x).
En revanche, le scindage ((1, 1), (2, 2)) de P n'est pas universel ; en effet, s'il existait un homomorphisme de ℚ × ℚ dans lui même envoyant (1, 1) sur (1, 2) et (2, 2) sur (2, 1), il enverrait alors (1, 1) = (2, 2) - (1, 1) sur (2, 1) - (1, 2) = (1, -1), une contradiction.
Enfin le corps de décomposition de P est évidemment ℚ, où les racines de P sont 1 et 2.
L'unique homomorphisme de ℚ × ℚ dans ℚ qui envoie (1, 2) sur 1 et (2, 1) sur 2 est (x, y) ↦ x.
Par contre, s'il existait un homomorphisme de ℚ dans ℚ × ℚ envoyant 1 sur (1, 2) et 2 sur (2, 1), il 
enverrait 2 = 1+1 sur (1, 2) + (1, 2) = (2, 4), une contradiction. Donc ℚ n'est pas un anneau de décomposition universel de P.
Exemple 2 : Considérons maintenant un cas pathologique : A = ℚ  et P = X2. L'élément 0 est racine double de P dans A. On a D  = A[X2] / (P(X2)). La division euclidienne de P par (X - X2) donne P = (X - X2)(X + X2). On voit qu'un polynôme P peut avoir un scindage dans D (et même dans A) comportant une racine double, tandis que sa décomposition universelle n'en comporte pas.
Exemple 3 : Supposons que A est un anneau de caractéristique 2, et P un polynôme de la forme X2 + a2. En procédant comme précédemment (ou en se contentant de vérifier que P = (X - X2)2), l'anneau de décomposition universel D de P sur A est A[X2]/(P(X2)), de scindage universel associé (X2, X2). On voit que lorsque la caractéristique de A est 2, un scindage universel (et donc tout scindage universel) d'un polynôme de la forme X2 + a2 comporte une racine double.
Exemple 4 : Supposons que D soit un anneau de décomposition universel de P sur A, et que d soit un scindage universel de P dans D. Alors il peut exister un autre scindage universel de P dans D qui ne s'obtienne pas trivialement en permutant d'une quelconque façon les éléments de d.
Considérons par exemple un anneau A de caractéristique 2, qui possède un diviseur de zéro non nul α, disons αβ = 0. Soient 
{\displaystyle P=X^{2}-(\alpha +\beta )X+c\in A[X]}, d = (x1, x2) un scindage universel de P sur A, et D = A[x1] l'anneau de décomposition universel associé.
Notons y1 = x1 + α , y2 = x2 + α, et d' = (y1, y2).
La somme des éléments de d' est égale à la somme des éléments de d, et il en est de 
même pour leur produit car 
{\displaystyle (x_{1}+\alpha )(x_{2}+\alpha )=x_{1}x_{2}+\alpha (x_{1}+x_{2})+\alpha ^{2}=x_{1}x_{2}+\alpha (\alpha +\beta )+\alpha ^{2}=x_{1}x_{2}+\alpha \beta +2\alpha _{2}=x_{1}x_{2}.}
Donc d' est un scindage de P sur A.
En vertu de l'universalité, il existe un A-épimomorphisme φ de D dans A[y1, y2] qui envoie xi sur yi.
Mais A[y1, y2] = D car x1 = y1 - α implique x1 ∈ A[y1]. Comme D est un A-module libre, on en déduit que φ est un isomorphisme. Ainsi, d' est un scindage universel de P sur A.
Exemple 5 : L'étude de la structure des algèbres de polynômes se ramène à celle de l'anneau de décomposition universel du polynôme générique. Pour s'en rendre compte, considérons un anneau R et n indéterminées Sk. Soit A  = R[S1, ... , Sn], P le polynôme générique 
et D l'anneau de décomposition universel de P sur A. On note x1, ...xn ses n racines dans D. Si X1, ... , Xn sont n indéterminées et sn,k est le k-ième polynôme symétrique élémentaire en les Xi, alors on a l'homomorphisme de substitution ρ : Sk ↦ sn,k, de A dans B = R[X1, ... , Xn]. Vu que les ( Xi ) forment un scindage de Pρ, celui-ci s'étend à D en un R-épimorphisme xi ↦ Xi. Cet épimorphisme est en fait un isomorphisme, dont l'inverse est la substitution Xi ↦ xi. On en déduit le théorème de structure des algèbres de polynômes: 
Si A = R[sn,1, ... , sn,n] et B =  R[X1, ... , Xn], alors B est un A-module libre de rang n! dont une base est formée par les monômes de la forme X1m1...Xnmn tels que 0 ≤ mi ≤ i - 1 pour tout i.

### Cas oùAest un produit d'anneaux
L'anneau de décomposition d'un polynôme à coefficients dans un produit d'anneaux est lui même un produit d'anneaux.
Plus précisément:

Soit A = ∏i Ai un produit direct d'anneaux commutatifs. On note πi la i-ième projection de A dans Ai.
Si P ∈ A[X], alors l'anneau de décomposition universel D de P sur A est isomorphe à ∏i Di, où Di est l'anneau de décomposition universel de Pπi sur Ai.

### Cas oùAest un corps
Le résultat suivant est peut-être un peu surprenant :

Supposons que A est un corps et que P est un polynôme séparable à coefficients dans A. Alors l'anneau de décomposition universel D de P sur A est isomorphe au produit direct d'un certain nombre de copies du corps de décomposition de P sur A.

## Théorie de Galois pour l'anneau de décomposition universel
En regardant l'anneau de décomposition universel d'un polynôme comme l'homologue, pour les anneaux commutatifs, 
du corps de décomposition d'un polynôme dans la théorie des corps, il est légitime de se demander quel est l'homologue du groupe de Galois pour cet anneau. En fait, dans la grosse majorité des cas, le théorème précédent contient pratiquement tout ce qu'il faut pour déterminer le groupe des A-automorphismes permutant les racines de P et son anneau d'invariants. Il apparait que celui-ci est, en général, le plus « grossier » possible. Plus précisément, les résultats suivants on lieu : 

Soient A un anneau commutatif, P un polynôme à coefficient dans A, D un anneau de décomposition universel de P, et d = (x1, ..., xn) une décomposition universelle de P dans D. On note G le groupe des A-automorphismes de D qui permutent les éléments de d.
1. À l'exception du cas où A est de caractéristique 2 et P est de la forme X2 + a2, G est isomorphe à Sn.
2. si le discriminant de P n'est pas un diviseur de 0 dans A (et en particulier si c'est une unité de A), l'anneau des invariants de G est A ;
3. le même résultat a lieu, si 2 n'est pas un diviseur de 0 dans A.

Lorsque les conditions du théorème précédent sont remplies, le théorème signifie que l'extension d'anneaux D/A est Galoisienne dans les sens de la théorie de Galois pour les anneaux, et G est un groupe de Galois pour cette extension.

### Remarque
Lorsque 2 est un diviseur de 0 dans A, et sans la restriction « δ(P) ne divise pas 0 », la situation tourne au vinaigre. Voici un exemple.
Soit α ∈ A non nul, tel que 2α = 0, ou bien α = -α.
Soit encore a ∈ A non nul tel que aα = 0 (par exemple, n'importe quel multiple de 2 convient si A n'est pas de caractéristique 2).
Considérons le polynôme P = X2 - aX + b, où b est un quelconque élément de A.
Le groupe de Galois G de l'anneau de décomposition de P contient 2 permutations: l'identité, et la transposition σ qui échange x1 avec x2.
Appliquons σ à l'élément αx1, qui est, comme on sait, non nul:
{\displaystyle \sigma (\alpha x_{1})=\alpha x_{2}=\alpha (a-x_{1})=\alpha a-\alpha x_{1}=0-\alpha x_{1}=\alpha x_{1}.}
Donc, le groupe de Galois G, quoique ne fixant pas la racine x1, fixe l'élement αx1, qui n'appartient pas à A. Ainsi, l'anneau des invariants de G n'est pas A.
On peut cependant observer que, comme prévu par le théorème, le discriminant δ(P) = a^2 - 4b de P est un diviseur de zéro ; on a en effet
{\displaystyle \alpha \delta (P)=\alpha a^{2}-4\alpha b=(\alpha a)a^{3}+(2\alpha )2b=0+0}.

### Exemple
Supposons que le discriminant de P, ou 2, ne soit pas un diviseur de 0 dans A.
Soit x un élément de D, et H le sous-groupe de G qui fixent x.
Notons σiH  les classes à droite de G/H.
Si σ ∈ G, le produit par σ permute les éléments de G/H, donc il existe une 
permutation j(i) des indices i telle que σσi = σj(i)hi, avec hi ∈ H.
Formons le polynôme 
Les σix appartiennent à D et sont distincts, car σix = σjx implique σi-1σjx = x et donc σi-1σj ∈ H.
Tout élément σ ∈ G admet une extension canonique à D[X] par application sur les coefficients 
des monômes en X, et on a
Donc les coefficients de Q sont fixés par G, et par le théorème précédent, ils appartiennent
à A.
Ainsi, 
tout élément x de D est racine d'un polynôme Q à coefficients dans A, qui admet un scindage dans D sans racines doubles. D est en quelque sorte « normal » et « séparable » sur A.
D'autre part, il est immédiat que 
Le degré de Q est égal à l'indice de H dans G.
Enfin, si le discriminant de Q n'est pas un diviseur de 0 dans D, on va voir que tout polynôme f annulant x est multiple de Q: un homologue du polynome minimal dans les corps.
Notons en effet xi = σix (avec x0 = σ0x = x) ; l'hypothèse sur le discriminant implique que xi - xj n'est pas un diviseur de 0 pour tout i ≠ j.
Maintenant, comme x est racine de f, on a f = (X - x)h avec h ∈ A[x, X].
Mais x1 est aussi racine de f puisque c'est l'image de x par le A-automorphisme σ1.
Comme, x1 - x n'est pas un diviseur de 0, on en déduit que x1 est une racine de h.
On réitère cet argument avec h à la place de f, x1 à la place de x et x2 à la place de x1, et on continue de proche en proche, jusqu'à ce tous les xi soient épuisés. En fin de course, f est multiple du produit des X - xi.

## Histoire
Une étude systématique de l'anneau de décomposition universel D, où apparait le théorème de structure fut effectuée par T. Nagahara en 1971, dans un article sur les polynômes séparables dans les anneaux commutatifs. Ce dernier démontre de plus que si le discriminant δ(P) de P est une unité de A, alors le groupe symétrique Sn agit comme un groupe d'automorphismes de D, dont l'anneau des invariants est égal à A.
Un peu plus tard, A. Barnard publie à peu près le même résultat, retrouvé indépendamment.
En 1978, S. Wang met à jour, toujours sous l'hypothèse « δ(P) inversible », un isomorphisme entre D et un certain anneau que M. Auslander et O. Goldman avaient construit par une méthode très différente.
Le premier théorème de cet article fut finalement inclus dans les livres d'algèbre de N. Bourbaki en 1981, où il est démontré au moyen de théorèmes de structure des algèbres de polynômes symétriques.
Il faut attendre vingt-cing ans pour que l'anneau de décomposition universel connaisse un regain d'intérêt, quand T. Ekedahl et D. Laksov en donnent, entre autres, des applications à la théorie de Galois.
Plus récemment, M. Bhargawa, M. Satriano et A. Gioia on généralisé cette notion en introduisant la notion de clôture galoisienne des extensions d'anneaux,.